# Stereum sanguinolentum
Espèce
Synonymes
- Thelephora sanguinolenta Alb. & Schwein. (1805)
- Phlebomorpha sanguinolenta (Alb. & Schwein.) Pers. (1822)
- Thelephora sericea var. sanguinolenta (Alb. & Schwein.) Pers. (1822)
- Auricularia sanguinolenta (Alb. & Schwein.) Grev. (1826)
- Merulius sanguinolentus (Alb. & Schwein.) Spreng. (1827)
- Stereum balsameum Peck (1875)
- Haematostereum sanguinolentum (Alb. & Schwein.) Pouzar (1959)

Stereum sanguinolentum est une espèce de champignons basidiomycètes de la famille des Stereaceae. C'est un agent pathogène des plantes, qui provoque la carie rouge du sapin, une maladie donnant une coloration rouge touchant surtout les conifères et en particulier les épicéas. Les sporophores apparaissent sur les bois morts ou parfois sur les branches mortes des arbres vivants. Ils forment une espèce de croûte cuirassée mince sur la surface du bois. Ils vont produire un jus de couleur rouge en cas de blessure, expliquant le nom commun de la maladie ou l'épithète sanguinolentum. Il peut être l'hôte du champignon parasitaire Tremella encephala.

## Taxonomie
L'espèce a été décrite pour la première fois par Albertini et Schweinitz en 1805 sous le nom de Thelephora sanguinolenta. Au cours de son histoire taxonomique, il a été transféré dans d'autres genres comme Phlebomorpha, Auricularia, Merulius et Haematostereum.

## Description
Le sporophore de Stereum sanguinolentum est une mince (typiquement moins de 1 mm d'épaisseur) croûte de cuir sur la surface du bois hôte. Souvent, le bord est recourbé vers le haut pour former un étroit plateau (généralement de moins de 10 mm d'épaisseur). Lorsqu'ils sont présents, ces plateaux peuvent fusionner entre eux ou se chevaucher. La surface du sporophore est une fine couche de poils, parfois plaqués contre la surface. La couleur varie du beige au chamois et au brun foncé chez les spécimens matures; les bords sont de couleur claire. Les sporophores frais qui sont blessés produisent un jus rouge, ou vont se teinter de rouge s'ils sont touchés. Les sporophores secs sont d'une couleur gris-brun. Les spores sont ellipsoïdes à cylindriques, amyloïdes, et mesurent généralement de 70 à 10 µm sur 3 à 4,5 µm.
Stereum sanguinolentum peut être parasité par le champignon gélatineux Tremella encephala.

## Habitat, répartition et écologie
Il provoque la carie rouge du sapin, une maladie se traduisant par un bois de couleur beige à rousse avec une texture filandreuse. Une coupe transversale du bois infecté révèle une infection circulaire autour du centre du champignon. Il pénètre dans le bois au niveau de plaies causées aux arbres par des dommages mécaniques ou par des animaux sauvages. Des fragments de mycélium peuvent se propager par des guêpes du genre Sirex. La pourriture peut s'étendre jusqu'à 40 cm par an. Outre l’Épicéa, il touche notamment le Sapin baumier, le Sapin de Douglas et la Pruche de l'Ouest.
Il est très répandu et a été trouvé en Amérique du Nord, en Europe, Afrique de l'Est, Nouvelle-Zélande et Australie.